# Air Belgium (2016-2025)
Air Belgium was tussen 2016 en 2025 een Belgische luchtvaartmaatschappij, actief in het vrachttransport en de verhuur van zijn toestellen. Tot eind 2023 was het ook actief in het passagiersvervoer, onder meer met vluchten naar Kaapstad en Mauritius. Eind april 2025 ging de maatschappij failliet, de Franse logistieke groep CMA CGM nam de cargoactiviteiten van Air Belgium over, samen met 124 banen.

## Oprichting
In de zomer van 2016 werd door enkele Belgische ondernemers een nieuwe maatschappij opgericht onder de naam "Air Belgium" met de maatschappelijke zetel in Mont-Saint-Guibert, Waals-Brabant. Air Belgium ontving daarvoor een startkapitaal van vijf miljoen euro van de Hongkongse Pioneer Topworld Ltd. en Sky Master Holdings Limited.
Onder leiding van de nieuwe CEO Niky Terzakis, voormalig managing director bij ASL Airlines Belgium, wenste men een rechtstreekse verbinding tussen België en Azië in te leggen, met focus op China. Er waren plannen om aanvankelijk op te starten met vluchten vanuit Brussels Airport naar drie of vier Chinese bestemmingen, waaronder Hongkong, Peking en Shanghai.
Achter Air Belgium staan Belgische en Europese meerderheids- en Aziatische minderheidsaandeelhouders. 3T Management & Associates bvba bezit 19,993 procent van de aandelen, Société Régionale d'Investissement de Wallonie (SRIW) nv en Federale Participatie- en Investeringsmaatschappij (FPIM) nv elk 12,501 procent, Sabena Aerospace nv 5,010 procent en Aviation Investment Holding (AIH) nv 49,995 procent. CPH Banque bekleedt een status van waarnemer in de raad van bestuur.
De eerste vluchten waren gepland voor oktober 2017, vanuit Brussels Airport met bestemming Hongkong, maar pas op 21 april 2018 hebben twee voorbereidingsvluchten voor het grote publiek plaatsgevonden. De opbrengsten van die twee vluchten (13.350 euro) gingen integraal naar Kom op tegen Kanker en Télévie, twee organisaties die kankeronderzoek steunen.
In december 2017 maakte de maatschappij bekend dat de vluchten vanaf maart 2018 zullen doorgaan vanaf Brussels South Charleroi Airport.
Air Belgium kreeg in maart 2018 het benodigde Air operator's certificate (AOC) om vluchten te kunnen uitvoeren. De eerste vlucht van Charleroi naar Hongkong werd uitgevoerd op 3 juni 2018.

## Geschiedenis
Sinds de start van de eerste regelmatige lijnvluchten op 3 juni 2018 werd de route naar Hongkong de eerste maand tweemaal per week, nadien drie keer per week gevlogen. In augustus 2018 werd gevlogen met bezettingsgraden tussen 75 en 85%. Vanaf oktober 2018 zou volgens de plannen in augustus viermaal per week gevlogen worden.
Ook in augustus lanceert Terzakis plannen voor bijkomende Chinese bestemmingen in het najaar, met name naar Zhengzhou, Wuhan en Taiyuan. Maar de maatschappij onderzoekt ook de optie van Cebu in de Filipijnen en een luchthaven bij Tokio in Japan.
Op 21 september 2018 werd aangekondigd de verbinding naar Hong Kong tijdelijk op te schorten wegens een geschil met een plaatselijke touroperator. Sindsdien worden alleen vluchten uitgevoerd voor andere maatschappijen, zoals TUI fly, Air France, LOT Polish Airlines en British Airways. Vanwege financiële moeilijkheden werd in november 2018 een lening van vier miljoen euro ontvangen van de Waalse investeringsmaatschappij Sogepa.
Op 13 februari 2019 liet Air Belgium weten hun seizoensgebonden lijndienst naar Hong Kong te hervatten. Vanaf 31 maart zou Air Belgium op zondag, dinsdag en donderdag vliegen. Het zou destijds de enige eigen lijndienst van Air Belgium worden. Ook gaf de maatschappij aan plannen te hebben voor vluchten naar andere Chinese steden, zoals Zhengzhou. In maart 2019, echter, besloot Air Belgium om de lijnvluchten naar Hong Kong dan toch niet te hervatten.
Op 7 december 2019 begon Air Belgium haar lijnvluchten naar Martinique en Guadeloupe. Deze vluchten vinden tweemaal plaats per week. Speciaal voor deze vluchten werd OO-ABB in 'Martinique-Guadeloupe kleuren' gespoten.
Naar aanleiding van de COVID-19 pandemie werden er tal van repatriërings- en vrachtvluchten uitgevoerd. Vanaf maart 2021 worden de vluchten naar Martinique en Guadeloupe hervat. De vluchten naar Mauritius staan gepland voor 16 oktober.
Door de grote vraag naar vracht voert Air Belgium vanaf maart 2021 vrachtvluchten uit met een vloot van vier vrachtvliegtuigen. Deze toestellen zijn afkomstig van Qatar Airways en zijn van het type Airbus A330-243F. De vrachtoperaties worden in opdracht van het Franse CMA CGM uitgevoerd worden vanaf Liege Airport. In augustus 2021 heeft de Belgische Defensie tijdens Operatie Red Kite vliegtuigen van Air Belgium gecharterd om Belgische en andere vluchtelingen uit Afghanistan van Islamabad naar Melsbroek te repatriëren.
In september 2023 kondigde Air Belgium een herstructuring aan omdat het bedrijf door hoge schulden in problemen kwam. Om de schulden onder controle te krijgen, vraagt het bedrijf aan de rechtbank bescherming tegen de schuldeisers. Air Belgium gaat zich heroriënteren naar het vrachtvervoer en verhuur van zijn toestellen ten koste van het passagiersvervoer. .

## Vloot
| Type               | In Dienst | Besteld | Passagiers | Passagiers | Passagiers | Passagiers | Opmerking                                                                                        |
| Type               | In Dienst | Besteld | B          | P          | E          | Total      | Opmerking                                                                                        |
| ------------------ | --------- | ------- | ---------- | ---------- | ---------- | ---------- | ------------------------------------------------------------------------------------------------ |
| Airbus A330neo     | 2         | -       | 30         | 21         | 235        | 286        | - OO-ABF/ABG worden uitgefaseerd                                                                 |
| Airbus A330-200    | 2         | -       | 22         |            | 240        | 262        | - OE-LAC/LCL                                                                                     |

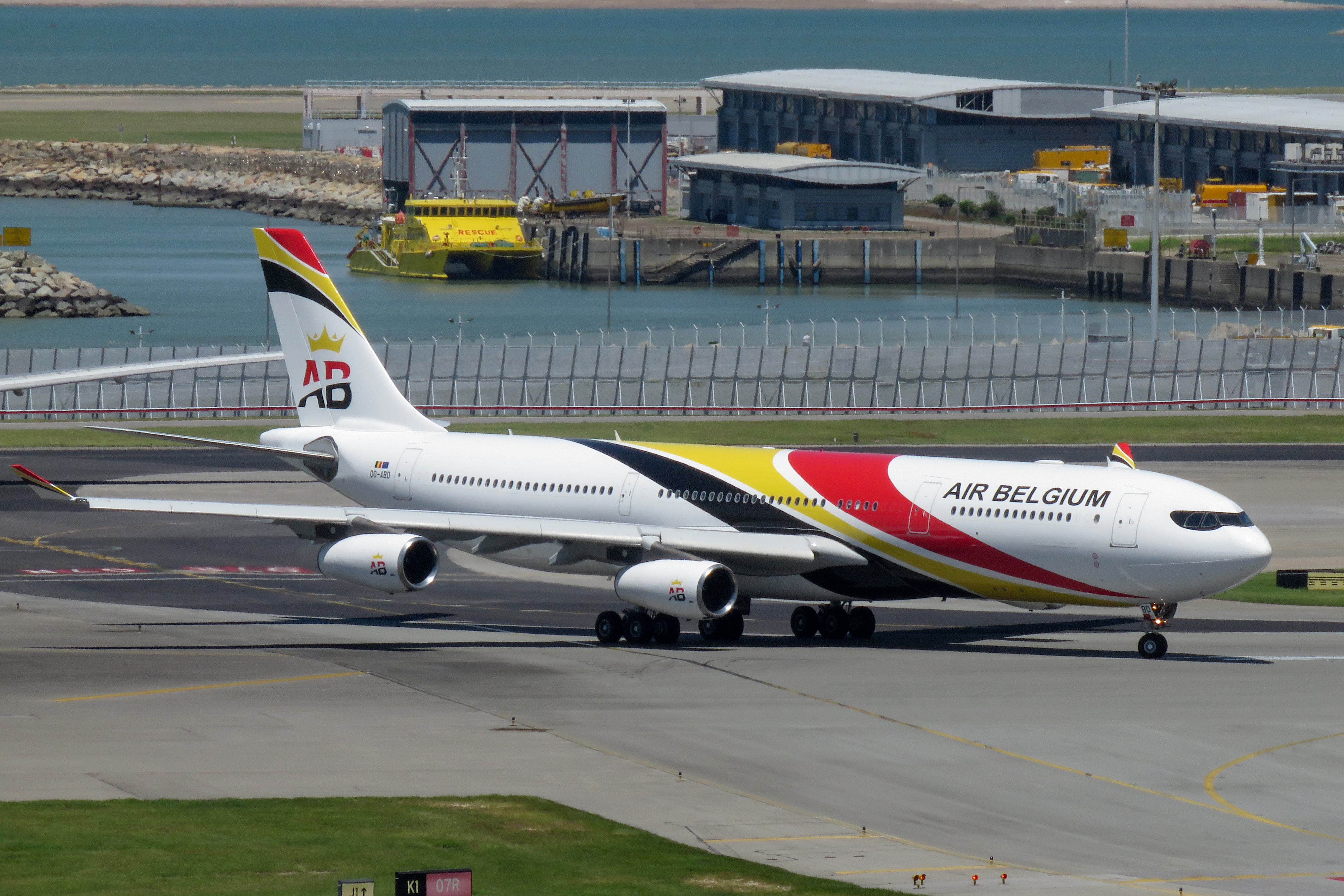
Een Airbus A340 in de kleuren van Air Belgium, op de luchthaven van Hong Kong

| Airbus A330-243P2F | 3         | -       |            |            |            | n.v.t      | - OE-LAL/LAJ (Vliegen voor Hongyuan Holdings Group Co.) - OO-SEA (Vliegt voor CMA CGM Air Cargo) |
| Boeing 747-8F      | 3         | -       |            |            |            | n.v.t.     | - OE-LFC/LFD/LFI - Vliegen voor Hongyuan Holdings Group Co.                                      |
| Totaal             | 10        | 0       |            |            |            |            |                                                                                                  |

### Historie
De eerste twee vliegtuigen van Air Belgium waren een Airbus A340-313 met de registraties: OO-ABA & OO-ABB. Het derde toestel OO-ABE volgde in juni, OO-ABD in augustus 2018. Voor de aankoop hadden alle vier de vliegtuigen 10 tot 11 jaar gevlogen voor Finnair. De eerste toestellen landden in volledig witte beschildering op respectievelijk 1 en 2 maart 2018 op Brussels Airport waar ze zowel van binnen als van buiten afgewerkt werden. De laatste A340 (OO-ABB) verliet in het voorjaar van 2022 de vloot. De vier toestellen zijn vervangen door de zuinigere A330neo's.
Aan boord van de toestellen bevinden zich drie reisklassen: Business Class, Premium Class (met onder meer extra beenruimte) en Economy Class.
De A330neo toestellen zijn uitgerust met de Airbus Airspace cabine.

## Bestemmingen
| Land        | Stad           | Luchthaven                                          | Opmerking                                  |
| ----------- | -------------- | --------------------------------------------------- | ------------------------------------------ |
| België      | Brussel        | Brussels Airport BRU                                | Gebruik voor vluchten naar MRU, CPT en JNB |
| Mauritius   | Plaine Magnien | Sir Seewoosagur Ramgoolam International Airport MRU |                                            |
| Zuid-Afrika | Kaapstad       | Cape Town International Airport CPT                 |                                            |
| Zuid-Afrika | Johannesburg   | OR Tambo International Airport JNB                  |                                            |

| Land    | Stad     | Luchthaven                                       | Opmerking          |
| ------- | -------- | ------------------------------------------------ | ------------------ |
| België  | Luik     | Liege Airport                                    | Hub vrachtvluchten |
| USA     | Chicago  | O'Hare International Airport                     |                    |
| USA     | Atlanta  | Hartsfield-Jackson Atlanta International Airport |                    |
| USA     | New York | John F. Kennedy International Airport            |                    |
| UAE     | Dubai    | Al Maktoum International Airport                 |                    |
| Libanon | Beirut   | Rafic Hariri International Airport               |                    |
| Turkije | Istanbul | Istanbul Airport                                 |                    |